# Эрдеи-Груз, Тибор
Тибор Эрдеи-Груз (венг. Erdey-Grúz Tibor; 4 июля (или 27 октября) 1902, Будапешт — 16 августа 1976, Будапешт) — венгерский физикохимик и государственный деятель, академик (1948, член-корреспондент с 1943) — а впоследствии и президент (1970—1976) — Венгерской академии наук, иностранный член Академии наук СССР (1966). Автор работ по электрохимии, в том числе — по кинетике электродных процессов. Изучал механизм электрокристаллизации, а также — процессы в растворах электролитов и на поверхности электродов. Был дважды награждён Государственной премией имени Кошута (1950, 1956).
Эрдеи-Груз окончил философский и фармацевтический факультеты Будапештского университета в 1924 и 1938 годах, соответственно. Он являлся главой министерства высшего образования Венгерской Народной Республики с 1952 по 1956 год, а также — председателем Совета науки и высшей школы при Совете Министров страны с 1961 по 1964 год.

## Биография

### Ранние годы
Тибор Эрдеи-Груз был родом из состоятельной венгерской семьи: его отец был заместителем государственного секретаря Министерства обороны страны; после падения Советской республики в Венгрии он вышел в отставку и вскоре умер. Тибор Эрди-Груз закончил «модельную» среднюю школу с прогрессивными и современными для своего времени педагогическими методами. Согласно его мемуарам 1972 года в школе он приобрёл навыки самостоятельного мышления и способность к «реалистичному подходу к вещам». За счёт хороших учителей физики у него рано развился интерес именно к этой науке и он поступил в университет Будапешта; только на втором курсе он избрал химию как свою специализацию.
В 1924 году он получил степень кандидата наук («доктора философии») — в советских источниках утверждалось, что он закончил философский факультет Будапештского университета. Между 1928 и 1931 годами он жил в Германии и работал в Институте химии Баварской академии, получая стипендия и финансовую поддержку от венгерского правительства. В 1938 году он защитил диплом фармацевта.

### Профессиональная и политическая карьера
С 1924 по 1941 год Эрдеи-Груз являлся одним из пионеров в области физической химии в Венгрии: он последовательно был стажером, доцентом и профессором. В 1947 году он был назначен экстраординарным профессором и директором Физико-химического института радиологии. Два года спустя он стал начальником отдела с тем же названием. В 1950—1951 годах, в течение нескольких месяцев, он являлся деканом факультета естественных наук.
Между 1941 и 1949 годами Эрдеи-Груз занимал посты генерального секретаря и президента Венгерского химического общества. С 1949 года и до своей смерти он редактировал Венгерский химический журнал. В июле 1953 года он был назначен министром образования в первом правительстве Имре Надя и сохранил этот пост в правительстве Андраша Хегедюша; 30 июля 1956 его сменил на этом посту Конье Альберт. Эрдеи-Груз являлся членом Венгерского парламента в период с 1953 по 1957 год, а также — избирался в руководство Венгерской рабочей партии в 1954 году.
В период 1961—1962 годов Тибор Эрдеи-Груз состоял вице-президент Совета науки и высшей школы при Совете Министров Венгрии, а с 1962 по 1964 год — был его президентом, сменив на этом посту Иштвана Русняка; в советских источниках можно встретить утверждение, что Эрдеи-Груз был председателем Совета науки и высшей школы при Совете Министров страны весь период с 1961 по 1964 год. В апреле 1967 года он стал одним из сопредседателей свежеобразованного Венгерского педагогического общества.
В течение трёх десятилетий Эрдеи-Груз прошёл всю карьерную лестницу в Венгерской академии наук. В 1943 году он стал её членом-корреспондентом, а спустя пять лет был избран академиком. С 1947 по 1949 год он представлял департамент математических, физических, химических и технических наук Академии, а в период с 1959 по 1964 — был секретарём отделения химических наук. С 5 февраля 1970 по 16 августа 1976 (то есть, до своей смерти) он был президентом Венгерской академии наук.
В 1963 г. был избран членом-корреспондентом Академии наук ГДР. В 1965 году стал почётным членом Румынской академии, а через год Иностранным членом АН СССР. В 1969 г. избран АН Австрии и Болгарии в качестве иностранного члена-корреспондента. В 1973 году стал иностранным членом Чехословацкой академии наук и иностранным членом Сербской академии наук.

## Научная деятельность
Во время всей своей научной карьеры Тибор Эрдеи-Груз занимался исследования в области физической химии: в основном — электрохимическими процессами. Первоначально он исследовал адсорбцию ионов, а затем — электрокристаллизацию и процессы в растворах электролитов. Результаты его работ были опубликованы в более чем ста научных публикациях; ряд его книг был переведён и на русский язык.

## Работы на русском языке
- Химические источники энергии. — М., 1974.
- Основы строения материи. — М., 1976.